# Ivo Danilevič
Ivo Danilevič (Jablonec nad Nisou, Checoslovaquia, 10 de abril de 1970) es un deportista checo que compitió en bobsleigh. Ganó una medalla de oro en el Campeonato Europeo de Bobsleigh de 2007, en la prueba doble.

## Palmarés internacional
| Campeonato Europeo | Campeonato Europeo         | Campeonato Europeo | Campeonato Europeo |
| Año                | Lugar                      | Medalla            | Prueba             |
| ------------------ | -------------------------- | ------------------ | ------------------ |
| 2007               | Cortina d'Ampezzo (Italia) | Medalla de oro     | Doble              |